# Cellulite à éosinophiles
La cellulite à éosinophile est une forme rare de cellulite (infection) dont la cause n'est pas infectieuse et caractérisée par un infiltrat de polynucléaires éosinophiles. Elle est aussi appelée « syndrome de Wells ».

## Cause
Elle est inconnue. Certains médicaments sont suspectés de pouvoir déclencher la maladie.

## Description

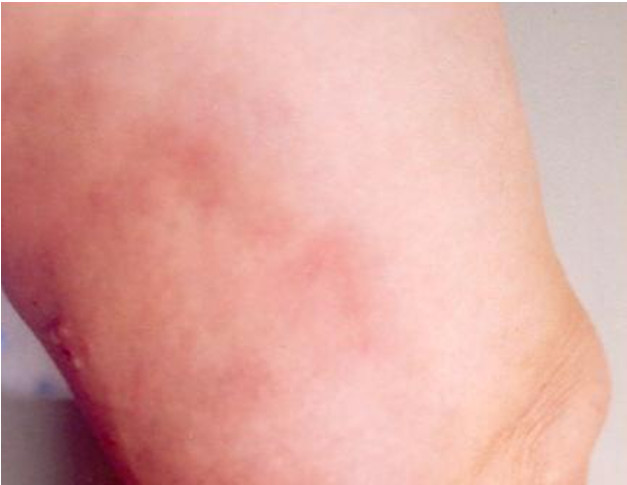
Cellulite à éosinophiles du creux poplité gauche.

Elle se présente sous forme d'une plaque érythémateuse et prurigineuse, surtout chez l'enfant. Chez l'adulte, elle peut prendre la forme d'un granulome annulaire. Elle peut s'accompagner d'une fièvre, de douleurs articulaires.
L'évolution se fait sur plusieurs semaines ou mois, avec possible récidive.

## Diagnostic
Il se fait par une biopsie cutanée montrant un œdème du derme, avec une infiltration de polynucléaires éosinophiles et présence d'histiocytes.

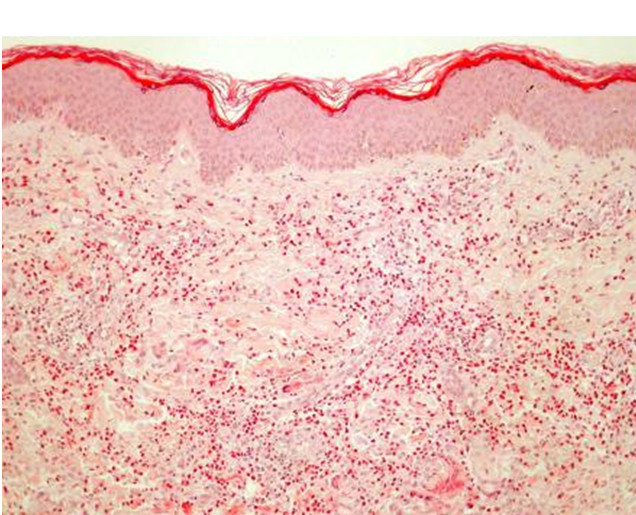
Infiltrat éosinophile à la biopsie.

## Traitement
Les corticoïdes par voie orale sont plus efficaces que par voie locale. Des antihistaminiques peuvent être donnés.